# Boléro pour chœur de Bonis
Le Boléro, op. 190, est une œuvre de la compositrice Mel Bonis, datant de 1900.

## Composition
Mel Bonis compose son Boléro pour soprano soliste et chœur à deux voix moyennes en 1900, sous le pseudonyme de Juan Sanchez. Elle compose la musique sur un texte de Jules Ruelle et l'œuvre est dédiée « À Mme Winter-Cottin ». La pièce est publiée aux éditions Léon Grus en 1900 et est rééditée en 2010 puis 2014 par les éditions Armiane.

## Sources
- Étienne Jardin, Mel Bonis (1858-1937) : parcours d'une compositrice de la Belle Époque, 2020 (ISBN 978-2-330-13313-9 et 2-330-13313-8, OCLC 1153996478, lire en ligne)